# Aldimine

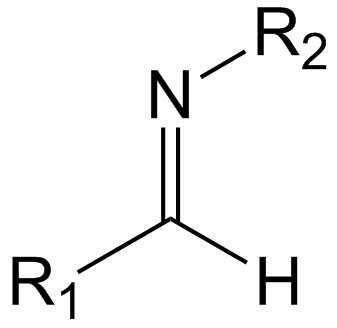
Algemene structuurformule van een aldimine.

Een aldimine is in de organische chemie een stofklasse, met als algemene formule R–CH=N–R. De benaming aldimine is een samentrekking van aldehyde en imine. De verbinding bestaat uit een imineverbinding, waaraan een aldehydefunctie is toegevoegd. De Schiff-basen vormen een belangrijke groep aldimines, waarbij de R2-groep een alkyl- of arylgroep is (geen waterstofatoom).